# Lethrinus erythracanthus
Lethrinus erythracanthus är en fiskart som beskrevs av Valenciennes, 1830. Lethrinus erythracanthus ingår i släktet Lethrinus och familjen Lethrinidae. Inga underarter finns listade i Catalogue of Life.